# Епирски устанак (1854)
Епирски устанак (1854) подигло је грчко становништво у областима које нису ослобођене османске власти након Грчког рата за независност. Устанак је био подстакнут избијањем Кримског рата између Русије и Турске. Завршен је неуспешно. 

## Ток устанка
Устанак у Епиру 1854. године подстакнут је Кримским ратом који је довео до врења међу балканским народима. Влашка и Молдавија држале су се мирно, јер су током рата окупиране. Ипак, руске команде у Влашкој помагале су до 1854. године организовање бугарских и других одреда и њихов прелазак на османску територију ради подизања устанка. У Букурешту је образовано и бугарско Средоточно правитељство/Централна влада са циљем да организује борбу у земљи. Георги Раковски је у Цариграду формирао тајно револуционарно друштво са огранцима у неколико градова Бугарске. Откривен је, те је побегао у Стару планину, а крајем 1855. се склонио у Влашку. Покушај Николе Филипова да изазове устанак у околини Трнова такође је пропао. Срби су се током устанка такође држали мирно, што је резултат рада уставобранитељске владе и кнеза Александра Карађорђевића. 
Грци су у Кримском рату видели шансу за остварење свог националног плана познатог као "Велика идеја". У Атини се прикупљају добровољци који одлазе у Епир, у Тесалију и у Македонију. Тамо турских трупа скоро да није ни било, јер су се све повукле на север за борбу против Руса. Зими 1853/4. се око 7000 добровољаца пребацило у Епир под командом генерала Мамуриса и Гриваса. Добровољци долазе и са Зантеа и Кефалоније. Јануара 1854. избија устанак у области Арте (у Епиру), а шири се и на Тесалију, где је деловао Хаџи-Патрос. У Македонији деује Каратасос, а на Пинду Филатерос. Фебруара месеца формирана је јединствена устаничка команда под генералом Цавелисом. Османско царство упутило је Грчкој ултиматум да повуче своје одреде преко границе. Дипломатски односи две државе су прекинути, а грчко становништво у Царству прогањано. У биткама код Пете и Домокоа, добровољачки одреди су потучени. Французи и Британци пружили су подршку Турцима. Французи су потопили брод са муницијом послат у Солун. Француско-британске јединице окупирају Пиреј под изговором да је новац одређен за отплату Зајма независности потрошен за ратне припреме и то је трајало све до 1857. године. Грчка је морала да се преда и повуче одреде, након чега је устанак угушен. 